# Ernst Feyerabend

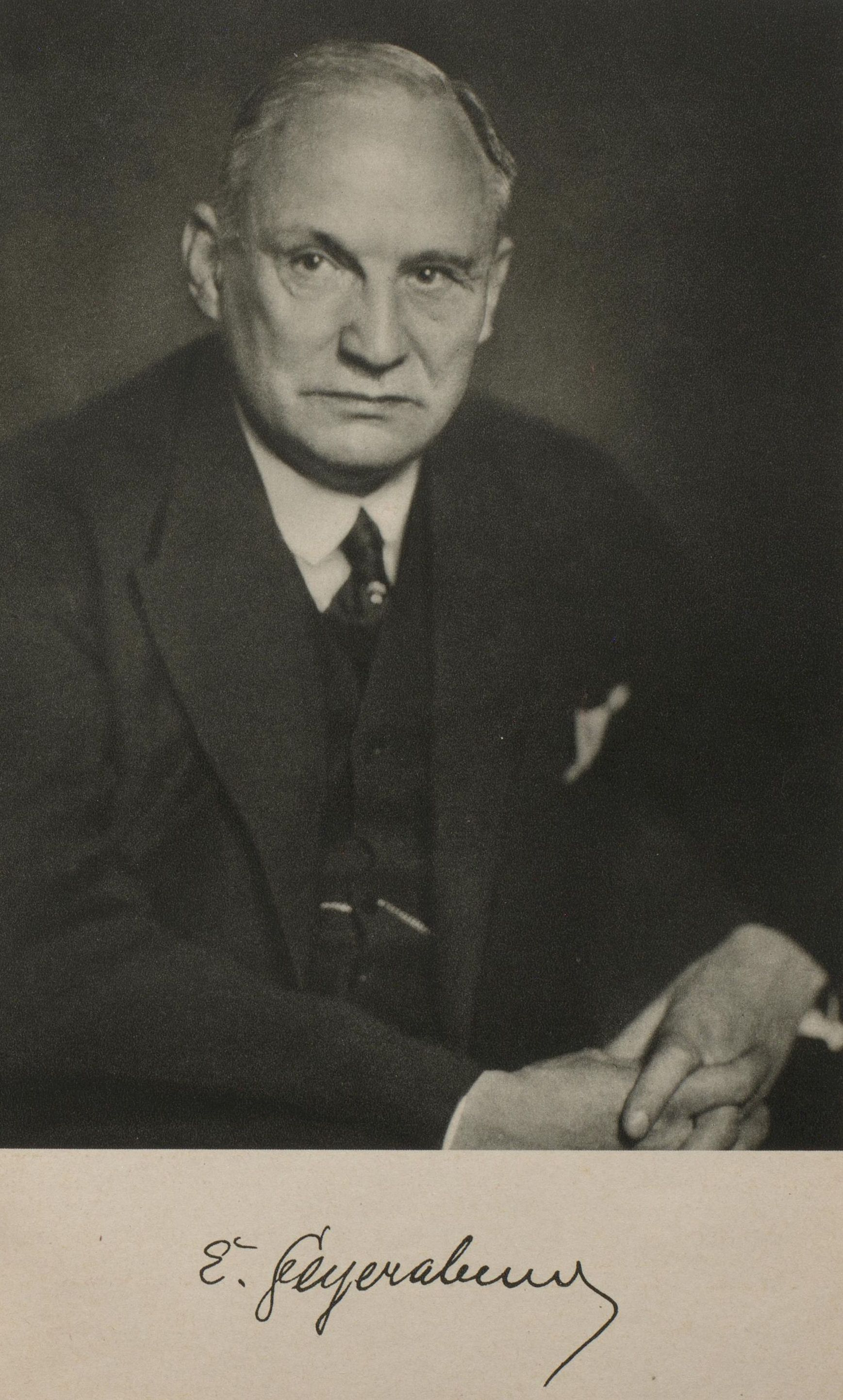
Ernst Feyerabend

Ernst Feyerabend (* 20. Oktober 1867 in Marienwerder, Provinz Westpreußen; † 19. Oktober 1943 in Würzburg) war ein deutscher Ministerialbeamter.

## Biografie
Feyerabend trat 1887 als Fernmelde-Ingenieur und Technischer Beamter in den höheren Dienst der Reichspost. 1894 wurde er Mitarbeiter des Reichspostamtes, des Vorläufers des späteren Reichspostministeriums. Im Laufe der Zeit setzte er sich besonders für die Einführung der automatischen Telefonie ein. Ende 1902 reiste er in seiner Funktion als Leiter des Beschaffungsbüros der Reichspost- und Telegraphenverwaltung für einige Monate in die USA, um sich dort bei mehreren Telefonunternehmen über aktuelle Entwicklungen in der Telefonie sowie modernes Management zu informieren. Besondere Aufmerksamkeit widmete er dabei dem System der Zentralbatterie und den Produkten der „Kollegg Switchboard & Supply Company“ in Chicago.
1920 wurde er zum Ministerialdirektor im Reichspostministerium ernannt und war als solcher Leiter der Abteilung II (Fernsprechwesen und Seekabel).
1926 wurde er zum Staatssekretär im Reichspostministerium berufen und übte dieses Amt bis 1932 unter den Reichspostministern Karl Stingl und Georg Schätzel aus. Als Staatssekretär war er für das gesamte Fernmeldewesen während der letzten Jahre der Weimarer Republik verantwortlich. Zwischen 1928 und 1932 war er auch Mitglied des Verwaltungsrates der Reichs-Rundfunk-Gesellschaft (RRG).

## Veröffentlichungen
Feyerabend war darüber hinaus als Technikhistoriker tätig und Verfasser mehrerer Werke über die Leistungen von Carl Friedrich Gauß, Carl August von Steinheil, Wilhelm Eduard Weber und Philipp Reis in der Nachrichtentechnik und die Telefonie wie
- 50 Jahre Fernsprecher in Deutschland[4]
- Der Telegraph von Gauss und Weber im Werden der elektrischen Telegraphie[5]
- Der erste praktisch verwendete elektrische Telegraph[6]
- An der Wiege des elektrischen Telegraphen[7]
- Die Entwicklung der Telegraphie auf Drahtleitungen.[8]